# Mariko Okada
Mariko Okada (岡田 茉莉子?, Okada Mariko; Tokyo, 11 gennaio 1933) è un'attrice giapponese.

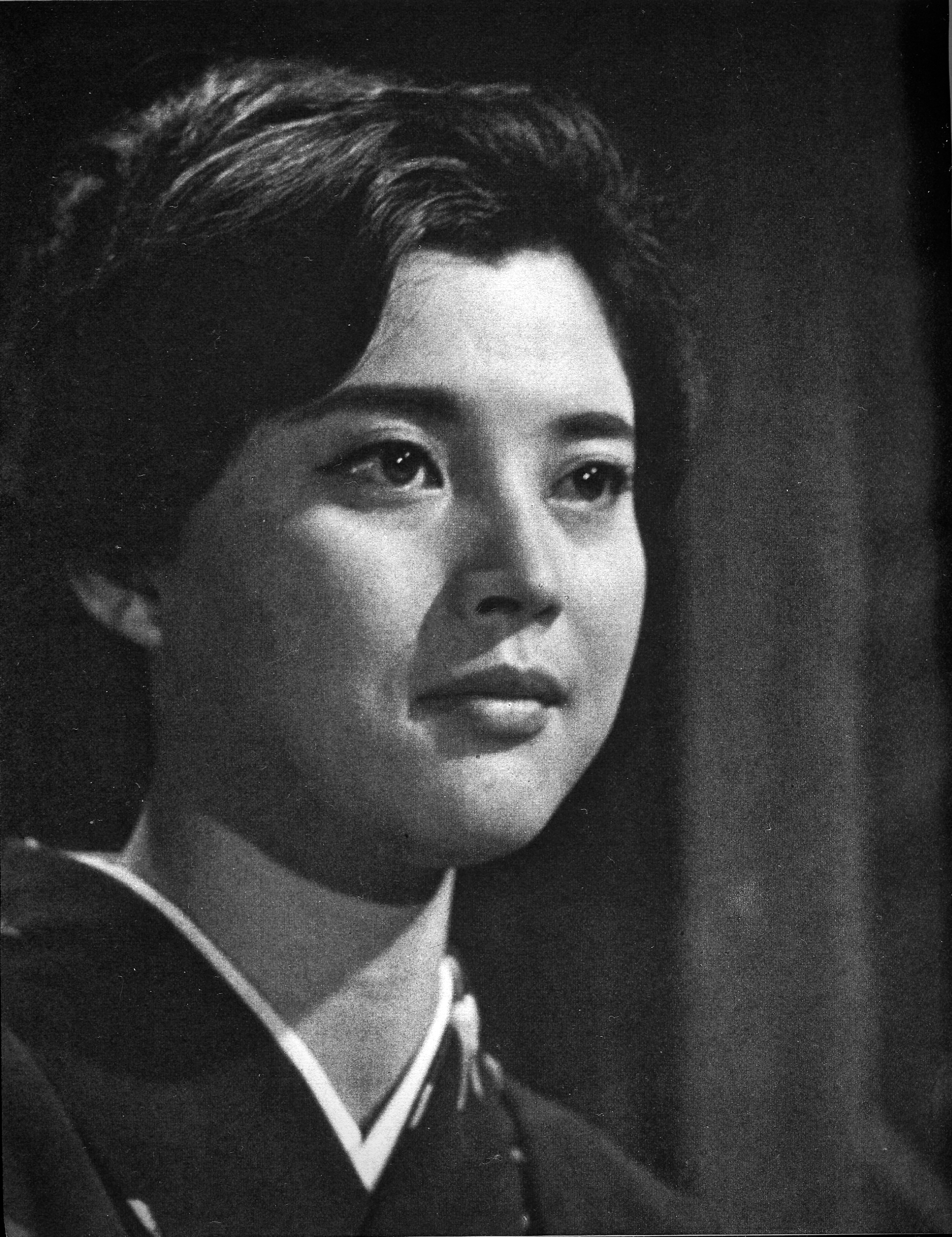
Mariko Okada nel 1962

Figlia dell'attore Tokihiko Okada e moglie del regista Yoshishige Yoshida, ha interpretato 151 film tra il 1951 e il 2003.

## Filmografia parziale
- 1951 - Maihime, regia di Mikio Naruse
- 1955 - Zoku Miyamoto Musashi: ichijōji no kettō, regia di Hiroshi Inagaki
- 1955 - Otoko arite, regia di Seiji Maruyama
- 1955 - Floating Clouds, regia di Mikio Naruse
- 1955 - Tabiji
- 1960 - Tardo autunno, regia di Yasujirō Ozu
- 1962 - Akitsu onsen, regia di Yoshishige Yoshida
- 1962 - Il gusto del sakè, regia di Yasujirō Ozu
- 1966 - Onna no mizūmi, regia di Yoshishige Yoshida
- 1968 - Eros + Massacre, regia di Yoshishige Yoshida
- 1987 - Marusa no onna
- 2002 - Kagami no onnatachi, regia di Yoshishige Yoshida
- 2005 - Eri Eri rema sabakutani, regia di Yoshishige Yoshida